# Länssjukvård
Länssjukvård är regional sjukvård. I Sverige finns ett tjugotal länssjukhus och ett fyrtiotal länsdelssjukhus.
Länssjukhusen har de flesta typer av specialistmottagningar och avancerad medicinsk utrustning som täcker de flesta sjukhusområden. Länsdelssjukhusen är enklare och har ett urval av mottagningar.
Länssjukhusens verksamhet bedrivs till största del som slutenvård. Vid slutenvård läggs patienter in ett eller flera dygn på en avdelning. Även öppenvård finns vid länssjukhusen. Allt fler patienter kan gå hem samma dag efter operation genom nya behandlingsmetoder och avancerad teknik.

## Historia
År 1765 skapades de första små länssjukhusen via ett kungligt brev. År 1780 fanns det 17 lasarett i det svenska riket.